# Doepfer

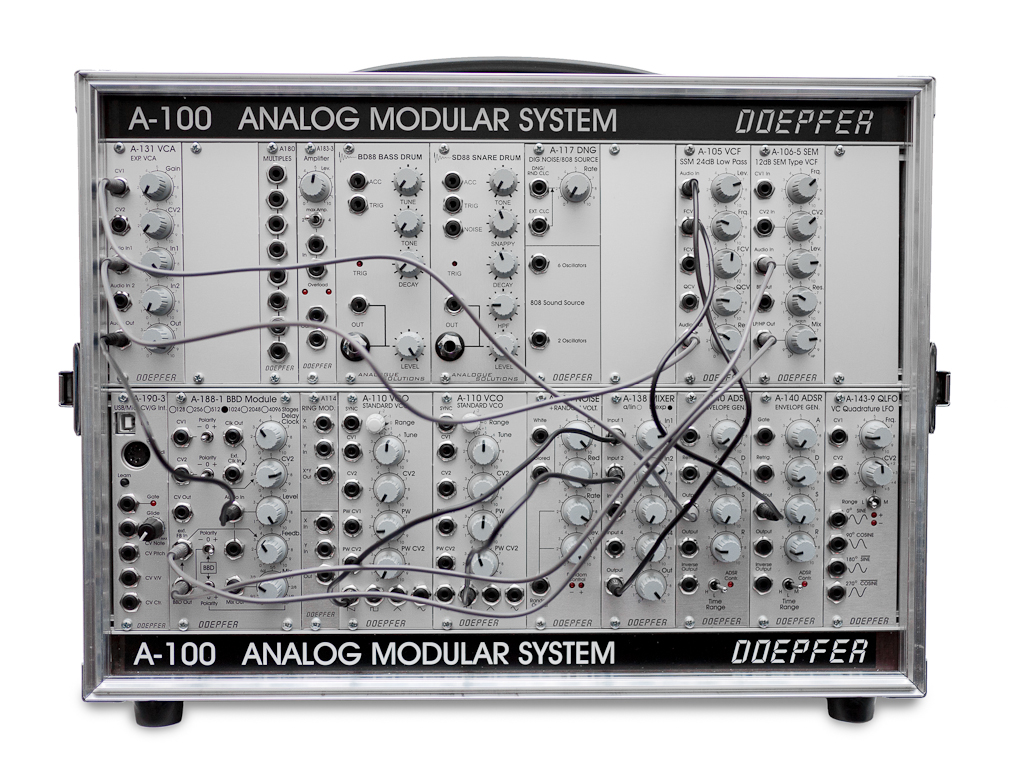
un synthétiseur Doepfer A-100, premier synthétiseur modulaire à la norme Eurorack

Doepfer Musikelektronik GmbH est un fabricant de matériel électronique basé à Gräfelfing en Allemagne, fondé en 1992 par Dieter Döpfer.
Dieter Döpfer se lança tout d'abord dans la fabrication d'un contrôleur de phase pour le Formant, un synthétiseur en kit décrit dans le magazine Elektor en 1977. Puis il conçoit de nombreux modules pour des synthétiseurs modulaires ainsi que des interfaces MIDI et des claviers dans les années 1980. Elle crée en 1995, sous l'impulsion de son fondateur, Dieter Döpfer, la norme Eurorack.
Doepfer Musikelektronik GmbH est devenue une société populaire dans le monde de la musique électronique grâce à plusieurs produits innovants et de qualité comme : 

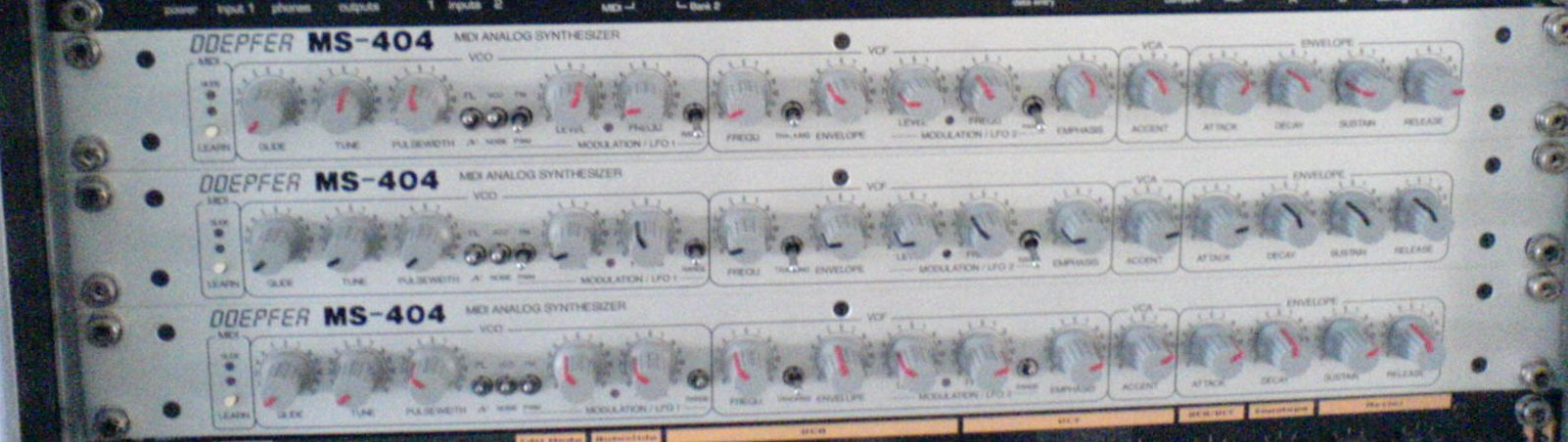
Doepfer MS-404

- le Doepfer MAQ 16/3, un séquenceur conçu avec le groupe Kraftwerk (1992)
- le Doepfer MS-404, un synthétiseur monophonique en rack (1995)
- le Doepfer A-100, un synthétiseur modulaire (1995), source de la norme Eurorack.
- Le Doepfer Schaltwerk, un séquenceur MIDI (1997)

### Vidéographie
- [vidéo] (en) « I Dream Of Wires » de Robert Fantinatto et Morton Subotnick (2013), 102 minutes, partie 2[1]  ;